# Bentivoglio
Bentivoglio je priimek več oseb:    
- Annibale Bentivoglio, italijanski rimskokatoliški nadškof
- Cornelio Bentivoglio, italijanski rimskokatoliški kardinal
- Girolamo Bentivoglio, italijanski rimskokatoliški škof
- Guido Bentivoglio, italijanski rimskokatoliški škof
- Guido Luigi Bentivoglio, italijanski rimskokatoliški nadškof
- Ludovico Bentivoglio, italijanski rimskokatoliški škof
- Guido Bentivoglio d'Aragona, italijanski rimskokatoliški škof in kardinal